# Manen (haar)

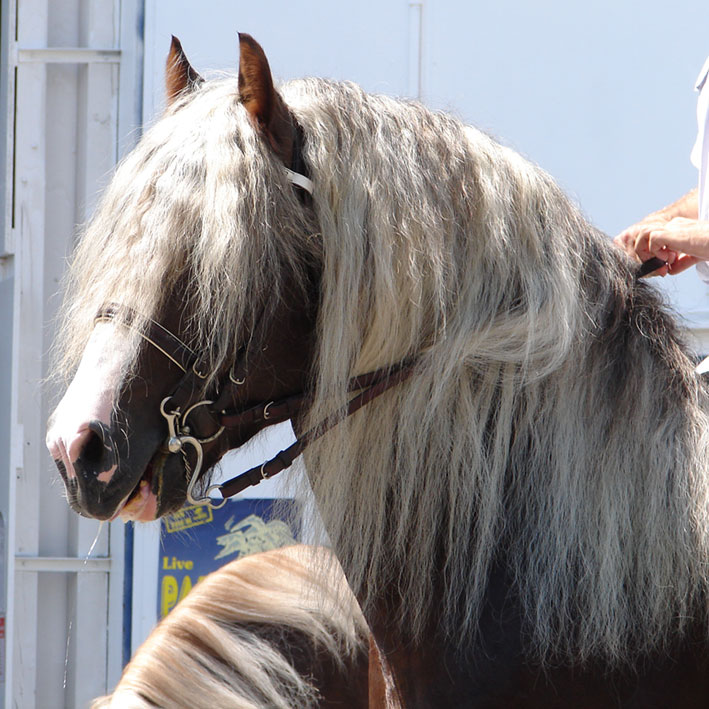
Paard met lange manen

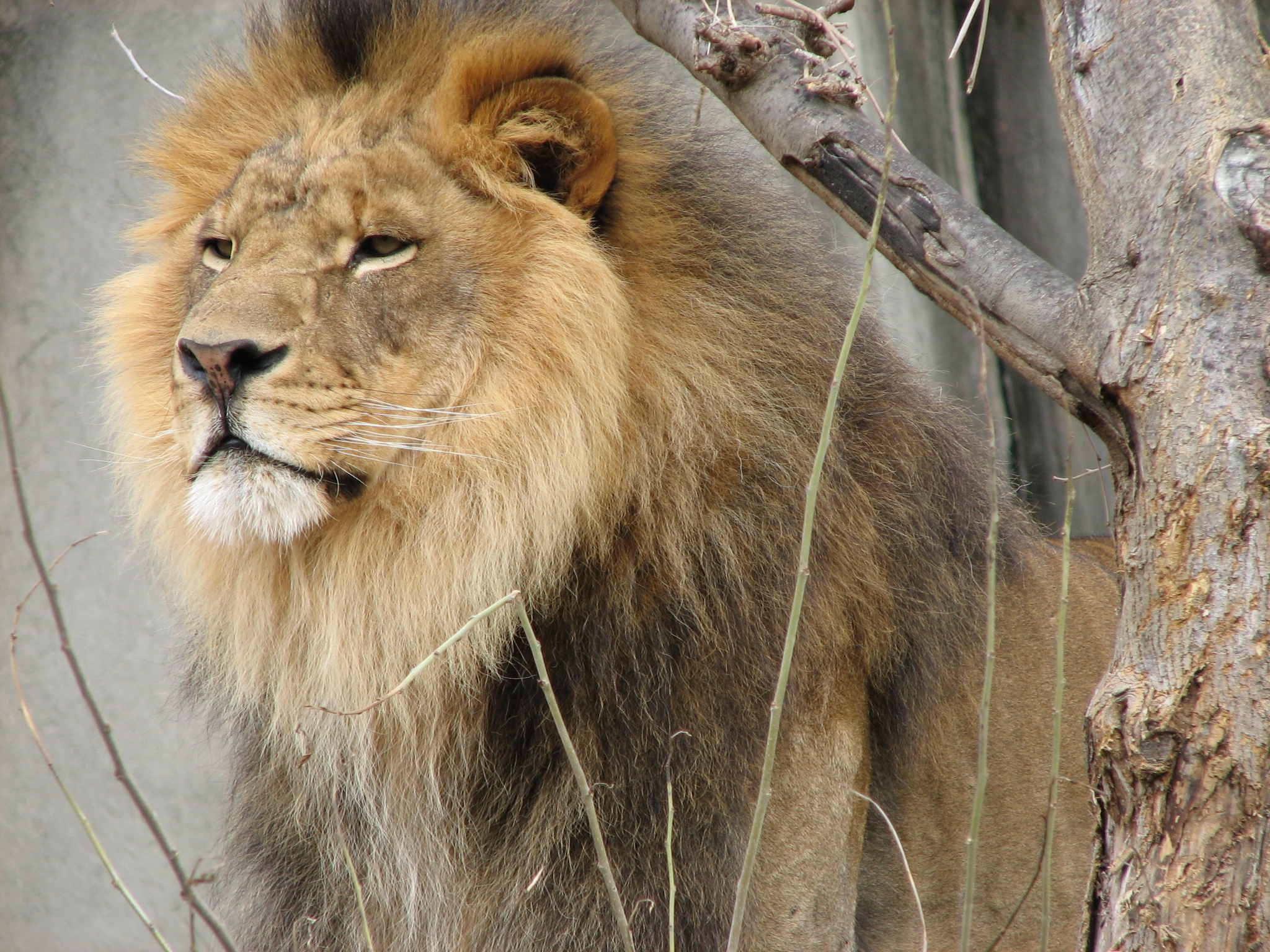
Leeuw met manen

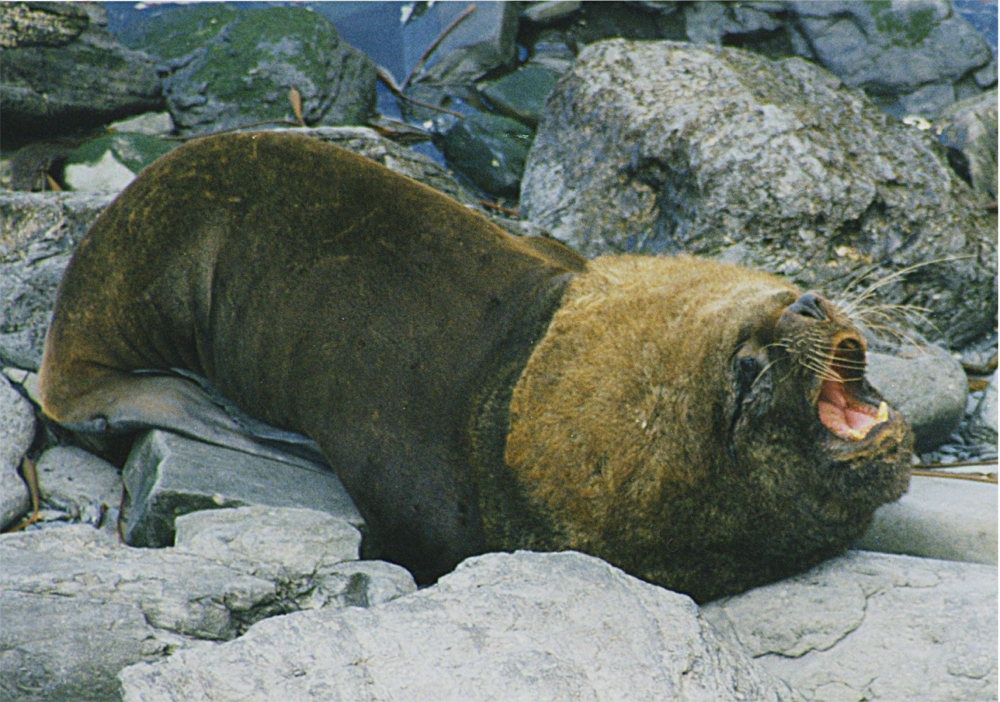
Een mannelijke manenrob, een dier uit de familie zeeleeuwachtigen

Manen zijn de haren van een dier, die op het hoofd en/of op de nek groeien.

## Paard
Bij een paard groeien de manen vanaf de bovenkant van de nek. De manen zijn dikker en grover dan de rest van de vacht, en groeien van nature zo lang dat de nek wordt bedekt. Erfelijkheid speelt een rol, zodat sommige paarden een langere, andere kortere manen hebben. Bij sommige paarden, zoals circuspaarden, mogen de manen van de verzorgers tot de knieën groeien. Bij andere paarden knipt men de manen kort af.

## Leeuw
De manen van een volwassen mannelijke leeuw zijn een uniek verschijnsel bij de katachtigen. De manen zorgen ervoor dat de leeuw groter lijkt, waardoor hij andere mannetjes, of andere predatoren, zoals de hyena, kan intimideren. De manen van een individuele leeuw zijn genetisch bepaald, maar ook de seksuele volgroeidheid, het klimaat en de testosteronproductie zijn van belang. De kleur en de volheid van de manen zeggen iets over de gezondheid van de leeuw.

## Zeeleeuwen
Enkele soorten zeeleeuwen hebben ook manen, bijvoorbeeld de manenrob. De naam "zeeleeuw" verwijst waarschijnlijk naar de manen van deze dieren. Als de vacht nat is, zijn de manen niet zichtbaar. Bij de droge vacht echter wel.
Georg Wilhelm Steller, de ontdekker van de Stellerzeeleeuw (Eumetopias jubatus), beschreef dit dier in 1741. De mannetjes van deze soort onderscheiden zich onder andere van de vrouwtjes door een breder voorhoofd en door donker, vlokkiger haar rond hun lange nek. De Latijnse naam van deze soort laat zich vertalen als: "Met manen en breed voorhoofd".

## Meer dieren met manen
Er zijn meer zoogdieren met manen dan de hierboven genoemde. Hieronder afbeeldingen van dieren met manen.

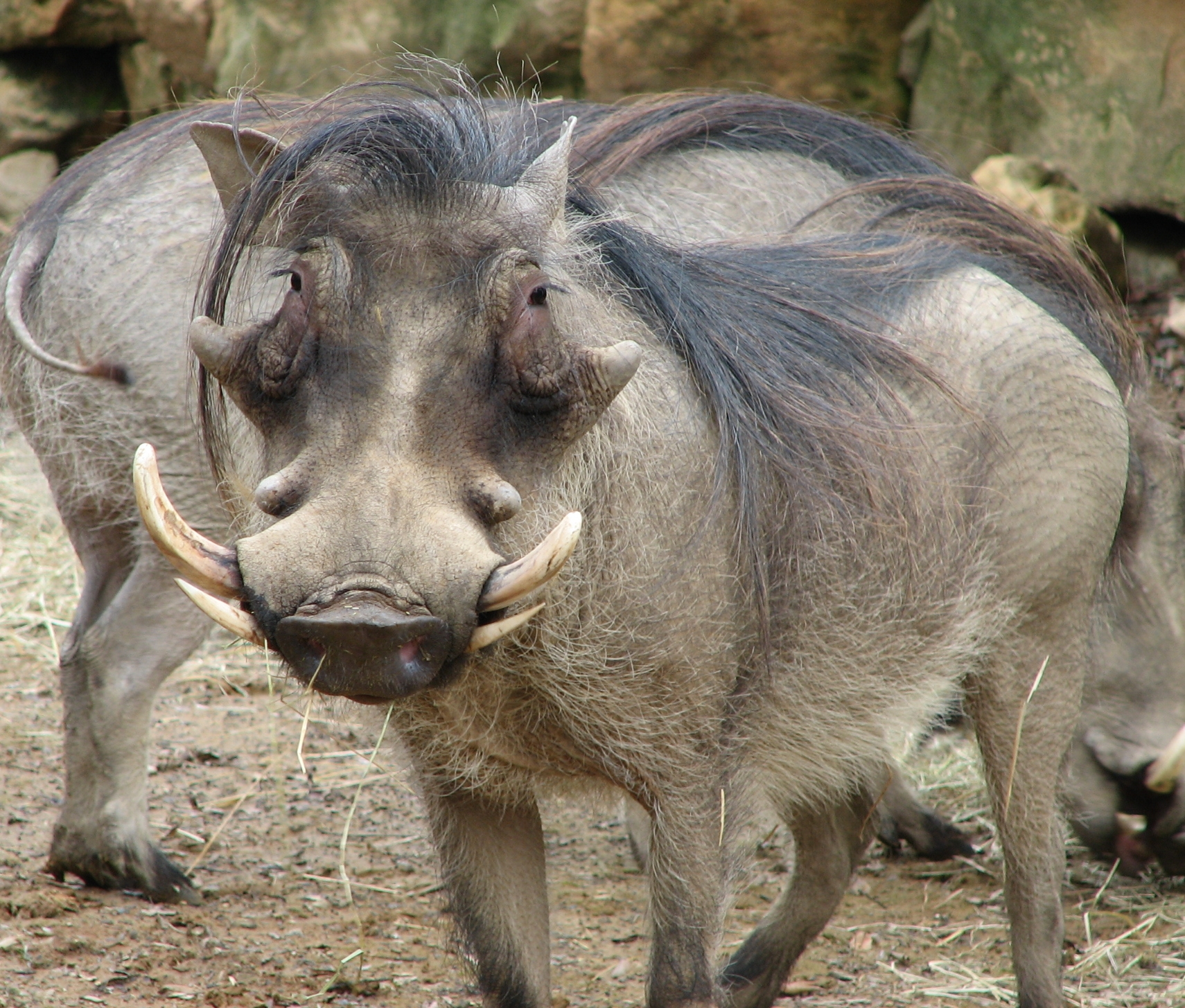
Knobbelzwijn
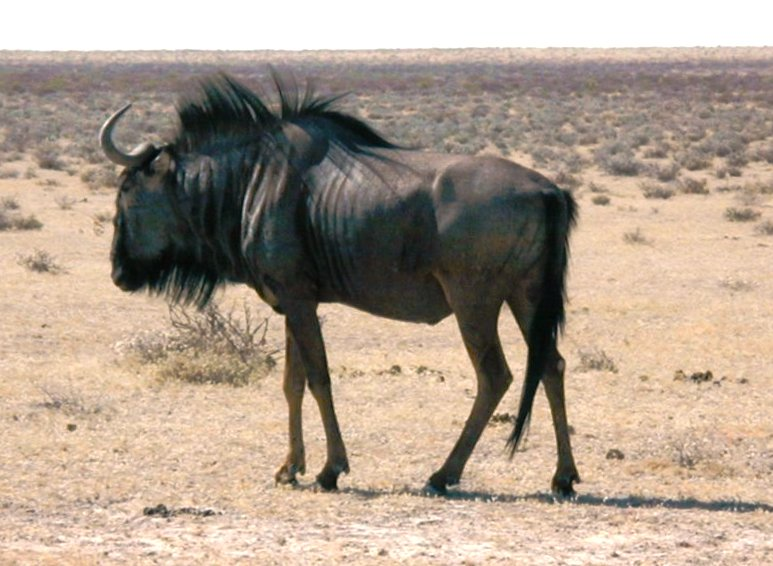
Gnoe
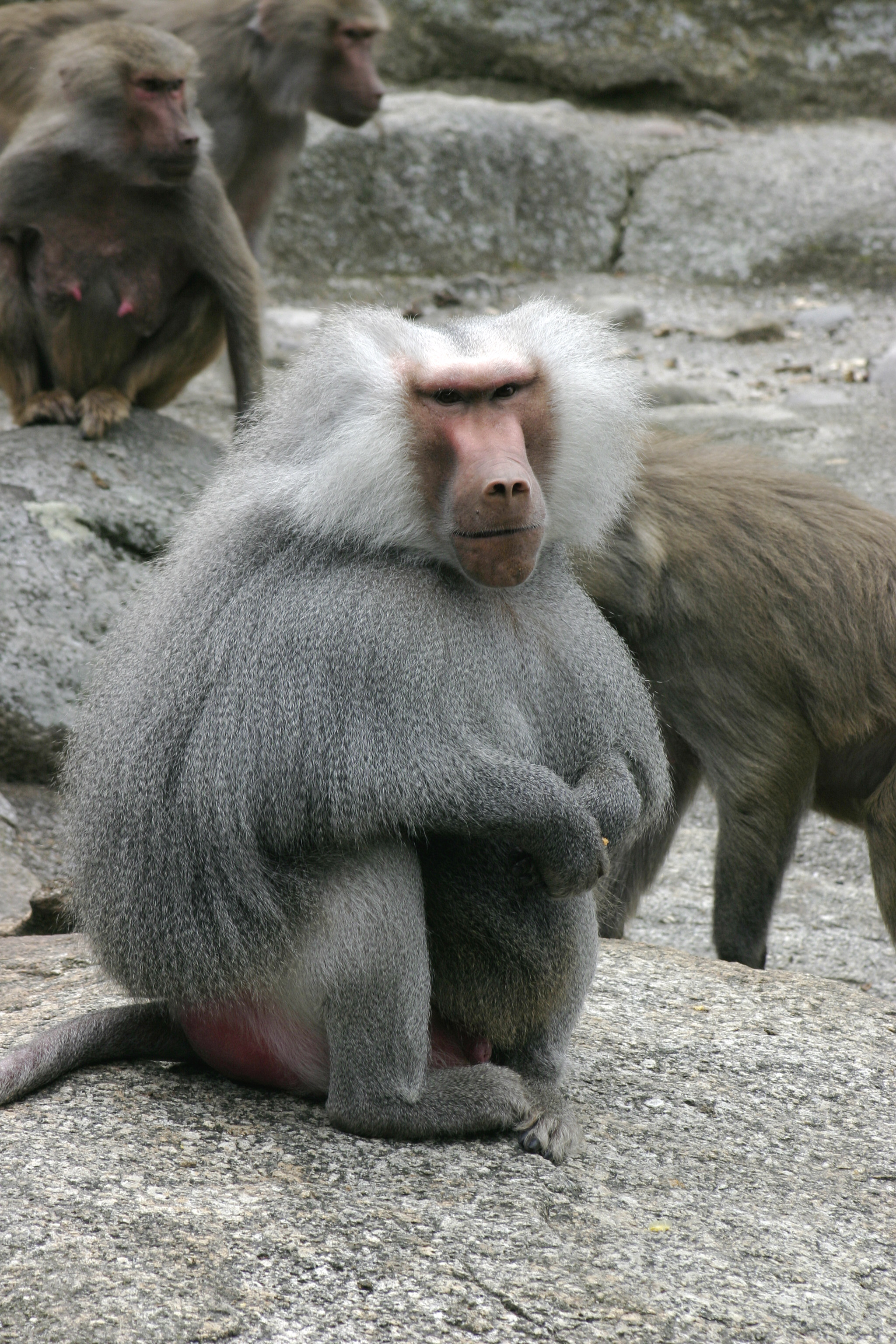
Mantelbaviaan
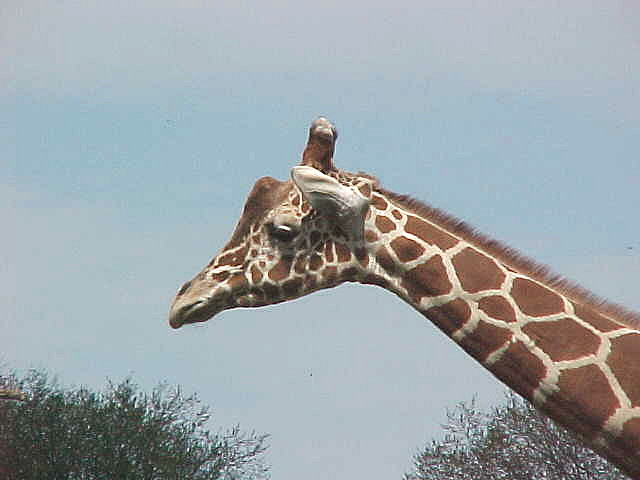
Giraffe
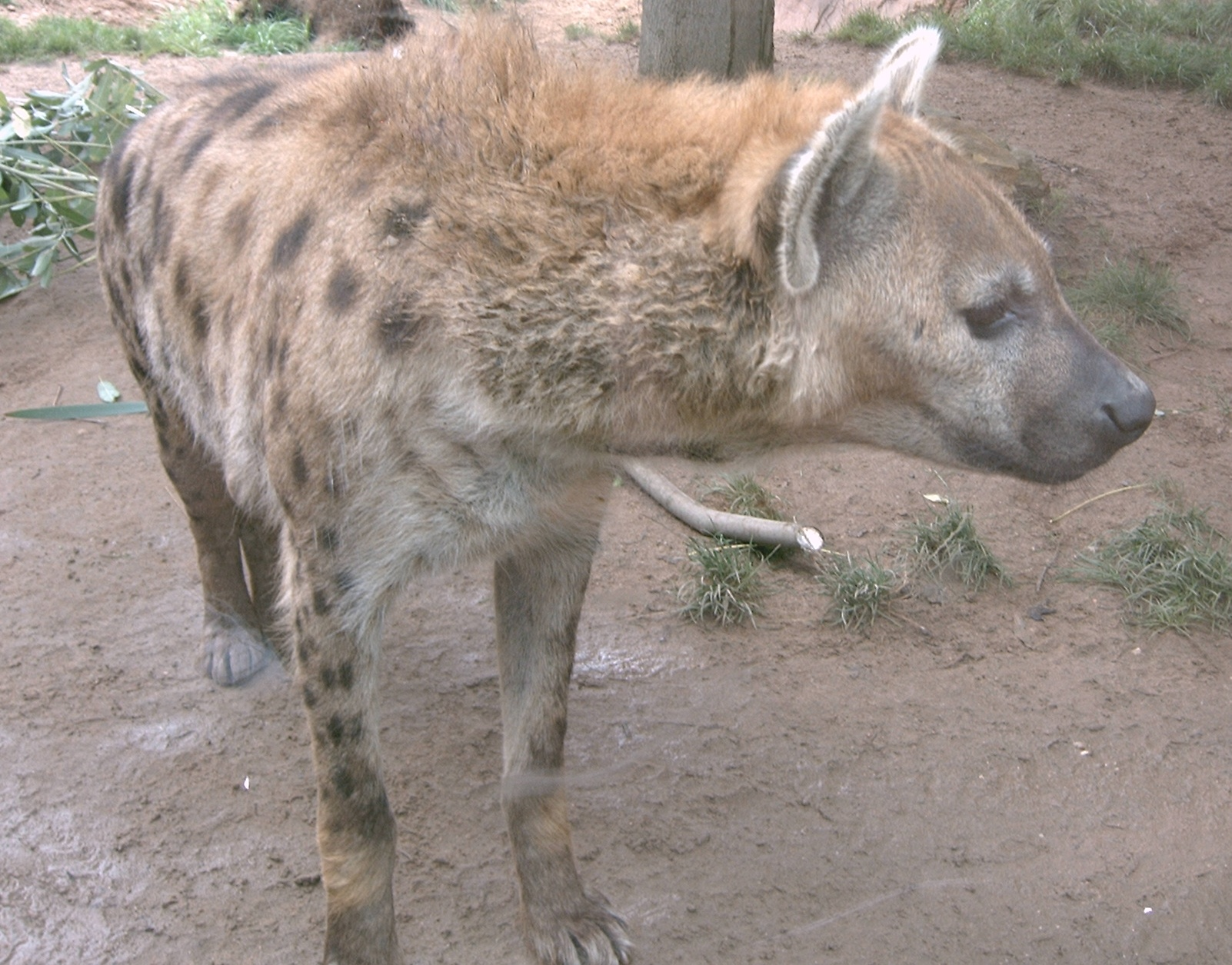
Hyena
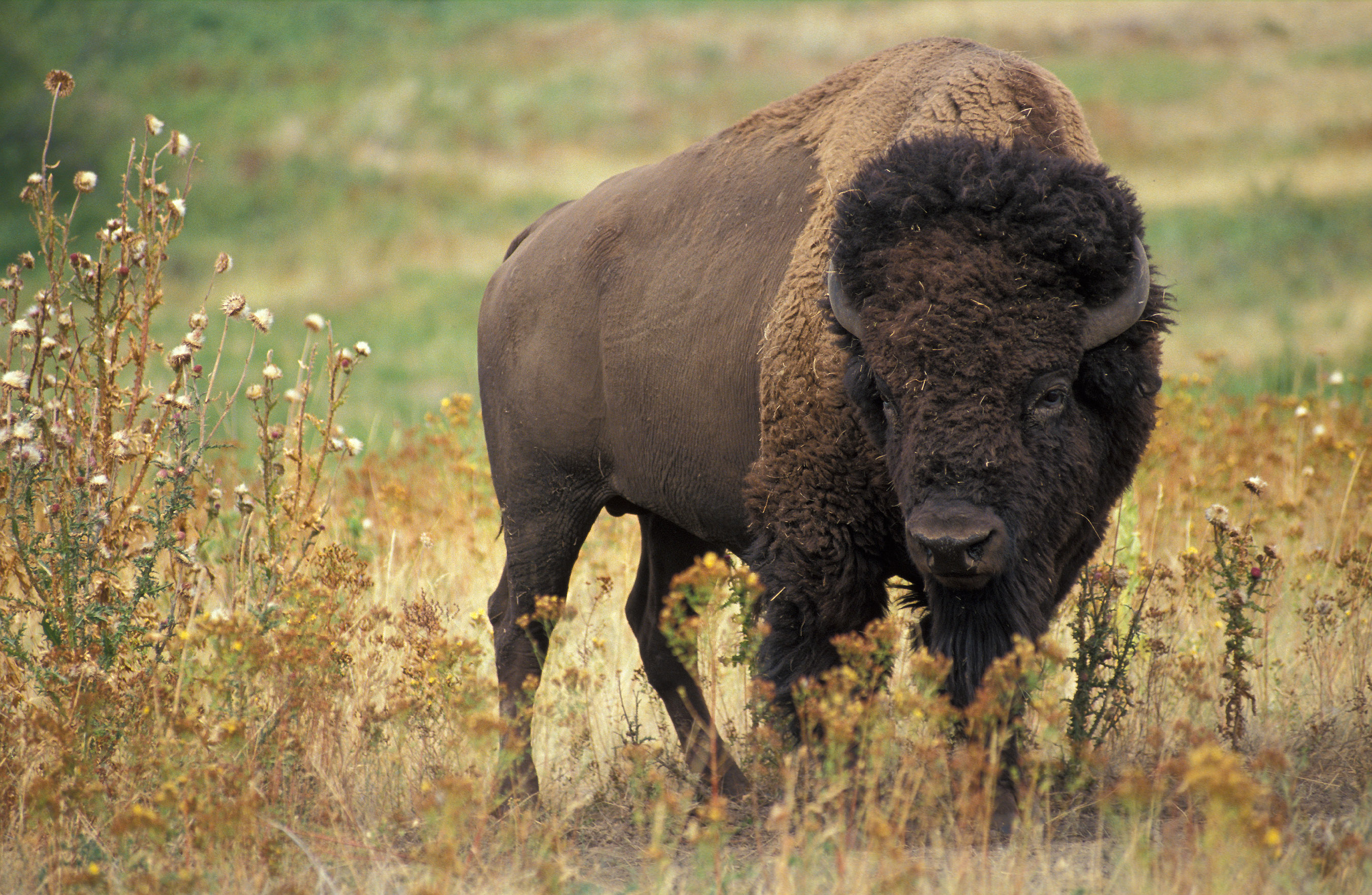
Amerikaanse bizon
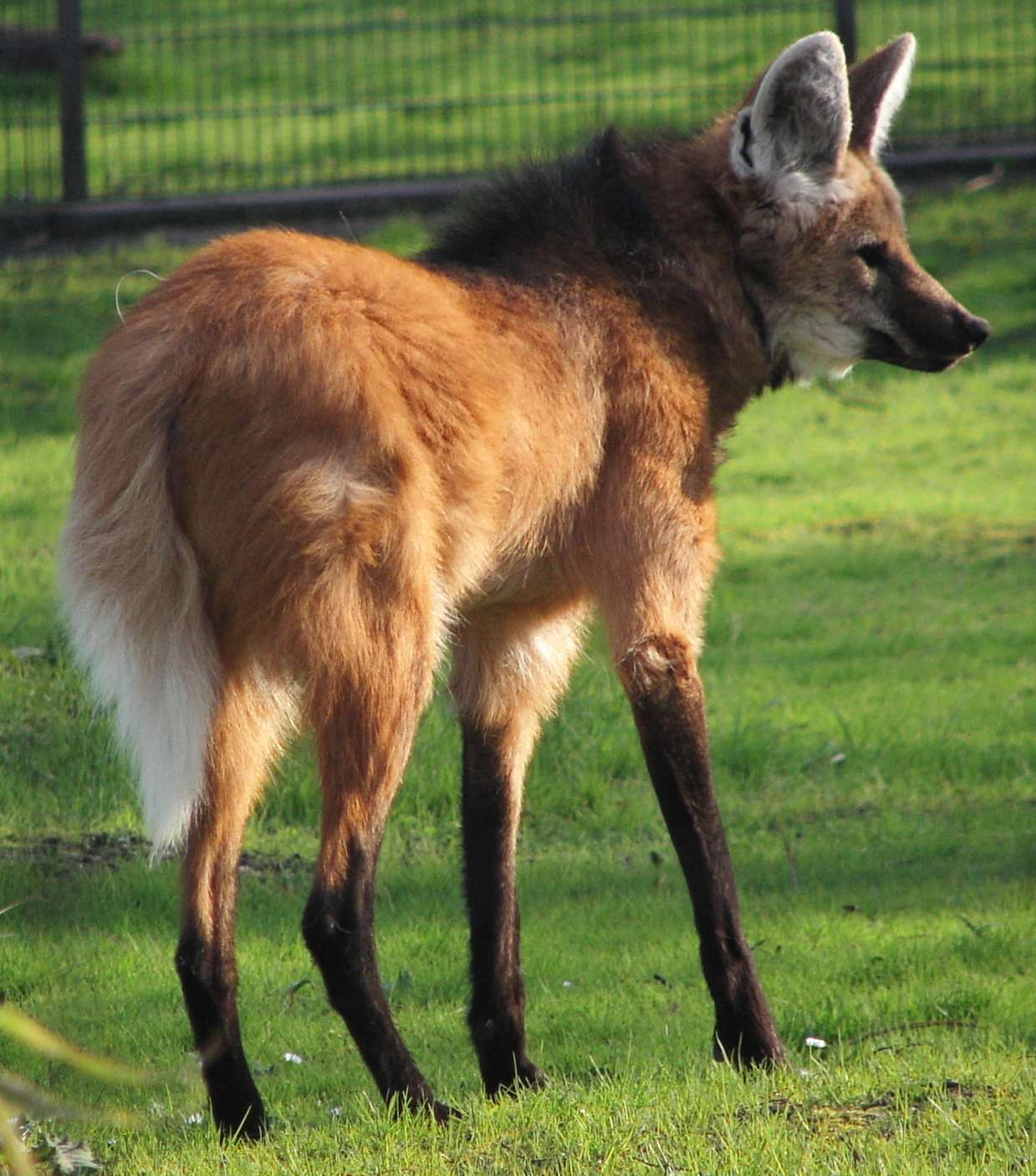
Manenwolf
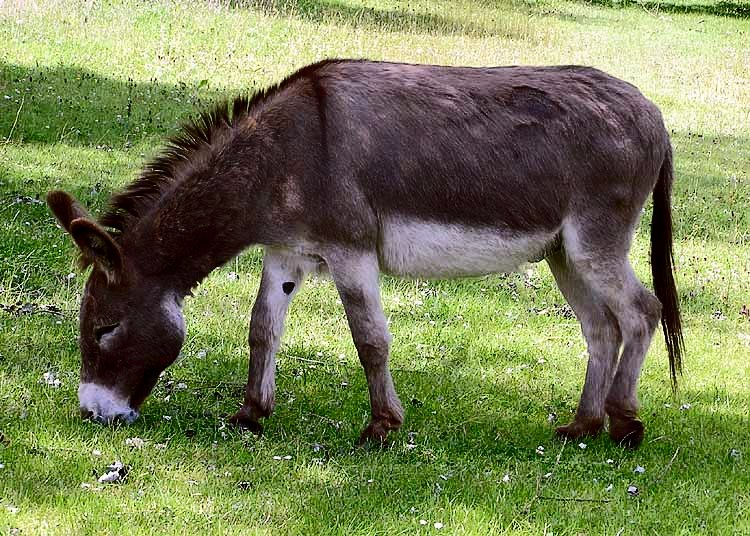
Ezel
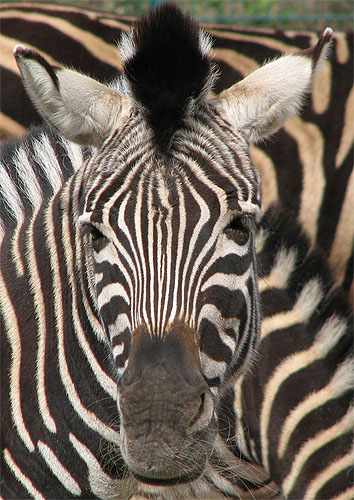
Chapmans zebra
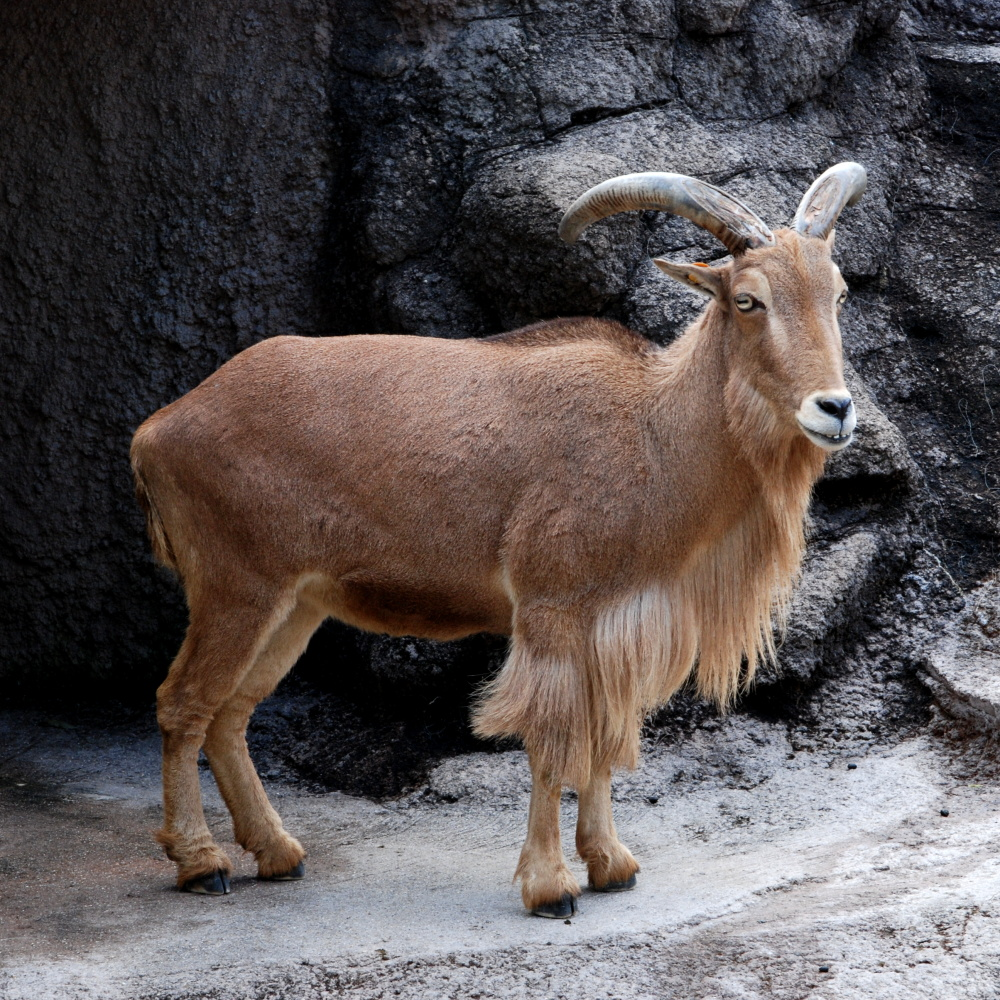
Manenschaap